# Clinton–Washington Avenues (stacja metra na Fulton Street Line)
Clinton–Washington Avenues – stacja metra nowojorskiego, na linii A i C. Znajduje się w dzielnicy Brooklyn, w Nowym Jorku i zlokalizowana jest pomiędzy stacjami Lafayette Avenue i Franklin Avenue. Została otwarta 9 kwietnia 1936.